# Vándor László
Vándor László (Nagykanizsa, 1949. január 17. –) magyar régész, történész.

## Élete
Általános iskoláit Budapesten és Nagykanizsán végezte. 1967-ben érettségizett a nagykanizsai dr. Mező Ferenc Gimnáziumban. 1972-ben végzett az ELTE -n régész-történelem szakon. 1980-ban műemlékvédelmi szakmérnöki diplomát szerzett a BME Építészmérnöki Karán. 1982-ben régészetből doktori fokozatot szerzett, 1996-ban a történelemtudományok kandidátusa lett.
1972-től az akkor megyei múzeumigazgatóságként működő zalaegerszegi Göcseji Múzeumban dolgozott 2011-es nyugdíjba vonulásáig. Az 1970-es évek végétől igazgatóhelyettesként a megye régészeti munkáit irányította, 1992-től igazgató.
Alapításától a vidéki múzeumokat tömörítő Megyei Múzeumok Igazgatóságainak Szövetségének (MMISZ) elnöke volt. Tagja volt az MTA Régészeti Bizottságának, A Magyar Régész Szövetség vezetőségének, tagja és elnöke az MTA PAB régészeti bizottságának, a VEAB Iparrégészeti Bizottságának és több zalai egyesület vezetőségének.
Fontosabb régészeti munkái: A Kisbalaton területének megelőző feltárásának irányítása, az MTA Régészeti Intézetével közösen végzett Hahóti medence és a Kerka völgyi régészeti kutatások .Bajcsa, Egervár, Zalaszentgrót, Rezi, Tátika, Reznek, Lenti, zalaegerszegi, keszthelyi várásatásai, a Hahót-Fakospusztai, a zalaszentgróti és nagykanizsai kolostorok ásatása, a zalakomári, kehidai avar temetők (Horváth Lászlóval és Szőke Béla Miklóssal)

## Elismerései
- Kiváló munkáért 1978
- Szocialista Kultúráért 1985, 1989
- Múzeumi Nivódíj 1985
- Műemlékvédelemért Emlékérem 1993.
- Környezetvédelemért Emlékplakett 1998
- Zala megye Alkotói Díja 2002
- Schönvisner István-emlékérem 2004.
- Móra Ferenc-díj 2007.

## Főbb művei
- Évezredek üzenete a láp világából (Régészeti kutatások a Kis-Balaton területén 1979-1992) (író és társszerkesztő)
- Kanizsa története a honfoglalástól a város török alóli felszabadulásáig. Nagykanizsa Városi monográfia I. 1994.
- Egervár (Srágli Lajossal) 2000.
- Egurseug birtoktól Egerszeg végváráig (Bilkei Irénnel). 2020.
- Pölöske várának története. 2023.
- A bajcsai vár régészeti kutatása (Kovács Gyöngyivel); A bajcsai vár fém-, fa- és üvegtárgyai. 2002.
- Zalaszentgyörgyi évszázadok 2022.